# 진산 (작가)
진산은 대한민국의 무협소설 및 로맨스 소설 작가이다. 본명은 우지연. 중앙대학교 연극영화과를 졸업했다. 진산이라는 필명은 신동엽의 시 〈진달래산천〉에서 따왔다고 한다.
로맨스 소설을 발표할 때는 민해연이라는 필명을 쓴다. 동료 작가인 좌백과 부부 관계이다.

## 작품

### 무협소설
- 청산녹수(靑山綠水)
- 백결검객(百結劍客)
- 홍엽만리(紅葉萬里)
- 정(情)과 검
- 대사형(大師兄)
- 사천당문(四川唐門)
- 결전전야
- 색마열전
- 무혼 (좌백과의 공저)
- 더 이상 칼은 날지 않는다 (무협단편집)

### 로맨스 소설
- 가스라기
- 오디션
- 커튼콜
- 리허설

### 기타
- 마님이 되는 법